# Erbsenpistole

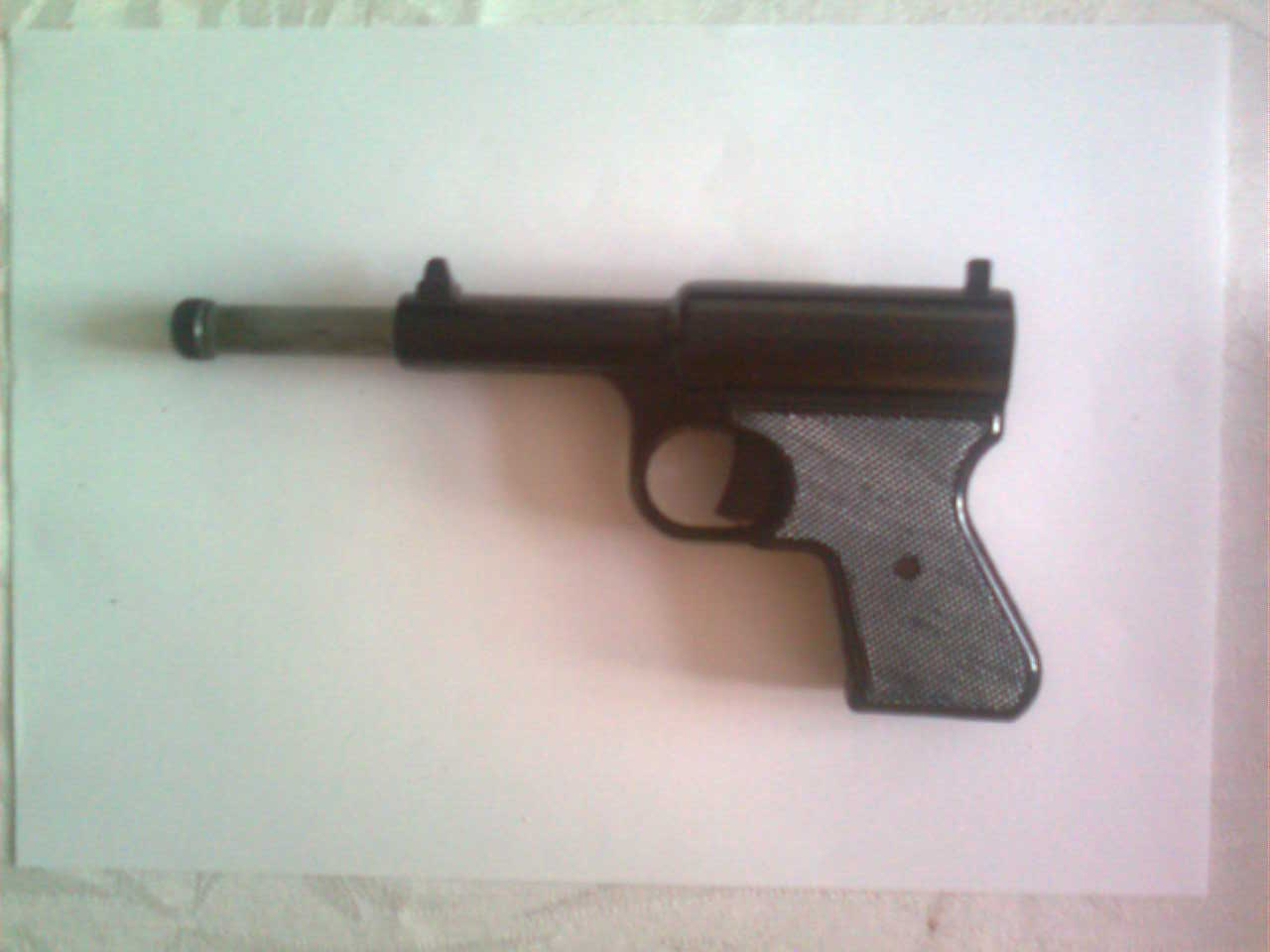
Erbsenpistole: Die Kugel wird in den Lauf gesteckt, und dieser durch Druck von vorne in die Waffe hinein gedrückt. Beim Auslösen schnellt er unter Federdruck nach vorne, und schleudert so die Kugel ins Ziel

Die klassische Erbsenpistole ist eine Federdruckwaffe und verschießt mittels Federkraft getrocknete Erbsen oder kleine Kunststoffkugeln mit einem Kugeldurchmesser von etwa 6 mm. Galt die Erbsenpistole früher als beliebtes Spielzeug, wurde sie in neuerer Zeit durch die technisch höherwertigen Softair-Pistolen verdrängt.
In Deutschland darf die kinetische Geschossenergie entsprechend den Spielzeugbestimmungen nach DIN EN 71-1 den Wert von 0,08 Joule nicht überschreiten. Ehemals lag der Richtwert bei 0,8 Joule.